# Zygopolaris ephemeridarum
Zygopolaris ephemeridarum är en svampart som beskrevs av S.T. Moss, Lichtw. & Manier 1975. Zygopolaris ephemeridarum ingår i släktet Zygopolaris och familjen Legeriomycetaceae.   Inga underarter finns listade i Catalogue of Life.